# The Liptones
The Liptones är ett svenskt skaband bildat 1997 i Tidaholm av Daniel Mårtensson, Mo Brodén och Johan Öjdahl. Första demon "Beer for breakfast" spelades in i Falköping 1999.
Då hade trumpetaren Niklas "Snick" Gustafsson precis gått med i bandet. Året efter tillkom P-A Wester på saxofon och Henrik Bromander på orgel. 
Demon Sucks spelades in i Skara och fick ett positivt mottagande.
Efter att ha fått skivkontrakt med Stockholmsbaserade AMTY Records gav de 2002 ut debutalbumet The Latest News med låtar somBeautiful day, My way och sitt paradnummer Free like a bird.
Den följdes upp av EP:n Espandrillos, och en splitsingel på vinyl med Malmöbandet The Bustups 2004.
Efter flitigt turnerande i Sverige och Europa koncentrerade man sig på att skriva låtar till den 1980-tals-inspirerande skivan In English som gavs ut 2006 med låtar som Moon Ska, I’m in love,  Rudy och My tiny red dr.martens boots.
Året efter slutade originaltrummisen Johan Öjdahl och ersattes av Robert "Bobban" Eklund. Efter ett antal festivalspelningar spelade man in den lite mer souligare The meaning of life som släpptes 2011. Omslaget till den är gjord av den amerikanska konstnären Darren Grealish som jobbat med bland andra Iggy Pop, Queens of the Stone Age, Beck med flera.
2014 släpptes skivan Sidospår som är The Liptones enda album med svenska texter. Liptones klargör dock att det är på engelska man skall göra låtar i fortsättningen och en splitsingel med japanska Beat Bahnhof släpptes 2017 där The Liptones visar en tillbakagång till det tidiga soundet med två låtar i klassisk 1980-talsstil.
The Liptones har turnerat i de flesta europeiska länder och man har bland annat spelat på The London international Ska Convention, The Rebellion Festival i Blackpool, Mighty Sounds i Tjeckien och This is Ska festival i Tyskland.
The Liptones blandar ofta upp sin ska med punkinfluenser och flera medlemmar kommer från punkscenen med band som Abstrakt, Antabus, New Deal, Pastoratet, Angelpiss  och Mähälium.

## Medlemmar
- Marcus Berglund: saxofon
- Daniel Mårtensson: bas & sång
- Henke Bromander: orgel & sång
- Mo Brodén: sång & gitarr
- Robert "Bobban" Eklund: trummor
- Niklas "Sneck" Gustavsson: trumpet

## Diskografi
- 2002 – The Latest News
- 2003 – Espandrillos (EP)
- 2004 – The Bustups/The Liptones (Splitsingel)
- 2006 – In English
- 2011 – The Meaning Of Life
- 2014 – Sidospår
- 2017 – The Liptones/Beat Bahnhof (Splitsingel)